# Tabebuia orinocensis
Tabebuia orinocensis là một loài thực vật có hoa trong họ Chùm ớt. Loài này được (Sandwith) A.H.Gentry miêu tả khoa học đầu tiên năm 1978.